# Memotech MTX 500/512
Memotech MTX 500 i Memotech MTX 512 ime je za kućno računalo koje je proizvodila britanska tvrtka Memotech, i koje je na tržište izašlo 1983. godine.

## Tehnička svojstva
- Mikroprocesor: Zilog Z80
- Takt: 4MHz
- RAM:
  - MTX-500 : 32Kb
  - MTX-512 : 64Kb proširivo do 512Kb
- ROM: 24Kb
- VRAM: 16Kb
- Grafički koprocesor: TMS9918 ili TMS9928A
- Znakovni mod:
  - 32 x 24
  - 40 x 24
  - 80 x 24 s FDX ili HDX disketnom jedinicom
- Grafički mod:
  - 256 x 192, 16 boja
  - Sklopovna podrška za 32 lika (sprajta)
- Zvučni integrirani krug: TI SN76489A
  - 3 kanala + 1 ružičasti šum, 6 oktava
- Ulazno/izlazne spojnice:
  - RS-232
  - Centronics
  - Kompozitni video izlaz
  - Izlaz za zvuk
  - Izlaz za proširenje
  - Ulaz za ROM karticu
  - Dva ulaza za igraću palicu
- Operacijski sustav: CP/M s dodatkom FDX ili HDX
- Ugrađeni programi:
  - BASIC
  - Assembler/disassambler
  - Noddy (vrsta HyperCard programskog jezika)
- Periferne jedinice
  - Disketna jedinica 5 1/4" (FDX dodatak)
  - Jedinica za tvrdi disk (HDX) i podrška za CP/M 2.2